# Gloiopotes americanus
Gloiopotes americanus är en kräftdjursart som beskrevs av R. Cressey 1967. Gloiopotes americanus ingår i släktet Gloiopotes och familjen Euryphoridae. Inga underarter finns listade i Catalogue of Life.